# André Bettencourt
André Bettencourt (Saint-Maurice-d'Ételan, Sena Marítimo, 21 de abril de 1919 - Neuilly-sur-Seine, 19 de noviembre de 2007) fue un periodista, empresario y político francés. Fue Caballero de la Legión de honor y ejerció como ministro en varios ministerios bajo los gobiernos de Pierre Mendès France y Charles de Gaulle.
- Datos: Q517072
- Multimedia: André Bettencourt / Q517072